# پل خاتون (سرخس)

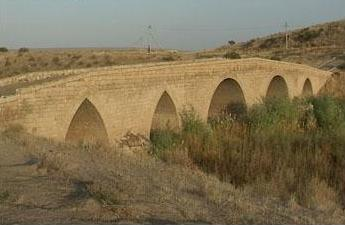
نمایی از پل تاریخی خاتون در شهرستان سرخس

پل خاتون، پلی در شهرستان سرخس از توابع استان خراسان رضوی است و در فاصلهٔ ۹۰ کیلومتری جنوب شرقی سرخس واقع شده‌است.

 این پل آجری است و در گذشته  به عنوان گذرگاه جاده ابریشم، از سرخس به مرو استفاده می‌شده‌است.

 پل خاتون از آثار بسیار معروف و باستانی شهرستان سرخس است که در نزدیکی مرز مشترک ایران و ترکمنستان و افغانستان قرار دارد. در زیر این پل دو رودخانۀ کشف رود و هریرود به هم پیوسته و رودخانۀ سرخس را تشکیل می‌دهند. بانی این آثار و هنر معماری، «خاتون» خواهر گوهرشاد بیگم آغا همسر شاهرخ شاه تیموری می‌باشد. این پل امروزه متروکه است.